# ダニエル・シャルル

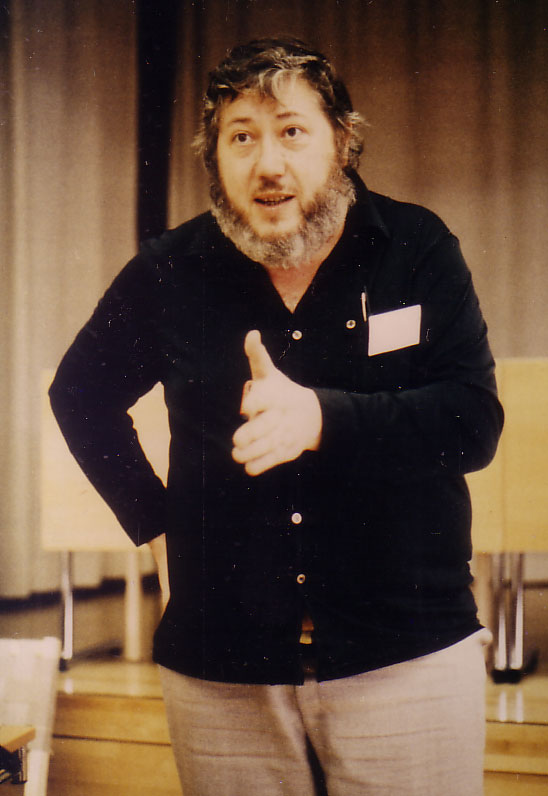
ダニエル・シャルル（1992年）

ダニエル・シャルル（Daniel　Charles、1935年11月27日オラン［アルジェリア］～2008年8月21日アンティーブ［フランス］）はフランスの音楽家、音楽学者、哲学者。

## 経歴
パリ国立高等音楽院でオリヴィエ・メシアンに学ぶ。
1956年に同音楽院を一等賞で卒業。その後、1959年に哲学教授資格を取得、1977年にはミケル・デュフレンヌの指導のもとで国家博士号を取得した。
1969年にパリ第8大学音楽学部を創設し、1989年まで学部長を務める。その後はニース大学文学部哲学科に籍を移し、1999年の退職までその職にあった。

## エピソード
世界的なジョン・ケージ研究の権威であるのみならず、現代音楽のあらゆる潮流に通じ、縦横無尽に論じた博識の哲学者でもあった。
国家博士論文の一部は『声の時間』（Le temps de la voix,  Paris, Ed. J.-P. Delarge, 1978）として出版されている。時間芸術としての音楽の本質について、声のさまざまな特質を明らかにすることによりアプローチされている。
ジョン・ケージとの対話による「共著」である『小鳥たちのために』（Pour les Oiseaux : Entretiens avec John Cage, Paris Ed. Pierre Belfond, 1976. Rééd.: L'Herne, 2002.）は最初にフランス語で出版され、後に英語他各国語に翻訳されたものである。この著書は「ケージの音楽作品であり、その演奏がシャルルに託された」とされる。
決然とした「実験音楽」、「ケージとケージ以後のポストモダン」支持者であり、それをハイデッガーやヴァッティモ、あるいはアドルノやガーダマーを用いて読み解いてゆくそのスタイルは、その後の音楽学者・音楽美学者・音楽批評家たちに大きな影響を与えた。
多くの国々から講演依頼を受け、世界中を飛び回っていた。1987年の来日時には国立音楽大学で講演し、その話題の豊富さに通訳の庄野進が悲鳴をあげたことがある。
晩年には、日本で活躍する、息子でビデオ・アーティストのクリストフ・シャルルの影響からか、日本のビデオ・アーティストの飯村隆彦に多くの興味を寄せていた。

## 日本語に訳された著書
- 『ジョン・ケージ』岩佐鉄男訳、水声社、1987年。
- 『ジョン・ケージ、小鳥たちのために』青山マミ訳、青土社、1982年。
- 『音楽美学  新しいモデルを求めて』戸澤義夫／庄野進訳、勁草書房、1987年。